# 尤努斯·埃姆萊
尤努斯·埃姆萊（土耳其語發音：[juːˈnus emˈɾe]），又稱德爾維什·尤努斯（意為「托缽僧尤努斯」）（1238–1320）（古安納托利亞土耳其語：يونس امره），是土耳其著名民間詩人和蘇菲派神秘主義者，對土耳其文化影響深遠。聯合國教科文組織大會一致通過決議，將詩人誕辰750周年的1991年定為「國際尤努斯·埃姆萊年」。

## 生平
尤努斯·埃姆萊對土耳其文學影響深遠，因為他是繼艾哈邁德·亞薩維和蘇丹·瓦拉德之後，最早使用古安納托利亞土耳其語口語創作詩歌的詩人之一。他的語言風格非常接近安納托利亞中西部地區的民間口語，這也是許多匿名民間詩人、民歌、童話、謎語（Hayran）和諺語使用的語言。
如同更早的中亞無名史詩《先祖科爾庫特書》一樣，激發尤努斯·埃姆萊使用"Hayran"作為詩歌創作手法的波斯民間傳說，是通過口述傳統傳給他及其同時代人的。這種嚴格的口述傳統延續了很長時間。隨著蒙古帝國在1243年克塞山戰役擊敗羅姆蘇丹國後入侵安納托利亞，伊斯蘭神秘主義文學在安納托利亞蓬勃發展；尤努斯·埃姆萊成為其中最傑出的詩人之一。從亞塞拜然到巴爾幹半島的許多國家都將他視為重要文化人物，有七個不同且相距甚遠的地方聲稱擁有他的陵墓。
他的詩歌遵循安納托利亞民間詩歌傳統，主要探討神聖之愛和人類命運：

| Yunus'dur benim adım Gün geçtikçe artar odum İki cihanda maksûdum Bana seni gerek seni. | 我名尤努斯， 歲月流逝，激情愈熾， 兩世所求皆一致： 唯你是我所需，唯你是我所癡。 |

以及一首關於穆罕默德、阿裡、哈桑和侯賽因的詩：

| Araya araya bulsam izini İzinin tozuna sürsem yüzümü Hak nasip eylese, görsem yüzünü Ya Muhammed canım arzular seni Bir mübarek sefer olsa da gitsem Kâbe yollarında kumlara batsam Mâh cemalin bir kez düşte seyretsem Ya Muhammed canım pek sever seni Ali ile Hasan-Hüseyin anda Sevgisi gönülde, muhabbet canda Yarın mahşer günü hak divanında Ya Muhammed canım pek sever seni "Yunus" senin medhin eder dillerde Dillerde, dillerde, hem gönüllerde Arayı arayı gurbet illerde Ya Muhammed canım arzular seni | 尋尋覓覓，願得祢蹤跡， 讓我將臉埋入你足跡的塵泥， 若蒙真主恩准，得見你容顏， 啊穆罕默德，我靈魂渴慕祢。 若有吉慶旅程，我願前往， 在通往天房路上，願陷沙中徜徉， 哪怕只在夢中，得見你月光般的面龐， 啊穆罕默德，我靈魂深愛祢。 阿裡、哈桑與侯賽因同在， 愛在心中，情在魂海， 待到末日審判，真理法庭展開， 啊穆罕默德，我靈魂深愛祢。 「尤努斯」在眾口將你讚美， 在眾口，在眾口，更在眾心內， 在異鄉尋尋覓覓終不悔， 啊穆罕默德，我靈魂渴慕祢。 |

## 大眾文化
尤努斯·埃姆萊是土耳其國家電視臺（TRT）2015年首播的電視劇《尤努斯·埃姆萊：愛之旅》的主角，該劇由穆罕默德·博茲達創作，共兩季44集，由格克漢·阿塔萊飾演尤努斯·埃姆萊。尤努斯·埃姆萊也是一部電影和一首歌曲的主題，他在大眾文化中的表現包括：
- 《尤努斯·埃姆萊：愛之旅》——2015年在土耳其國家電視臺（TRT）首播的兩季44集虛構劇集，基於尤努斯·埃姆萊的生平。
- 《尤努斯·埃姆萊：愛之聲》——2014年土耳其電影，由德夫裡姆·埃文主演，講述尤努斯·埃姆萊的生平。
- 《吾名謙卑》——1973年由馬紮爾與富阿特創作的迷幻民謠搖滾歌曲，歌詞取自尤努斯·埃姆萊的詩作。
- 《尤努斯·埃姆萊詩集1》[7]——2021年專輯，基於尤努斯·埃姆萊的四首詩：《感謝歸於真主》、《來自真主的甘露》、《靈魂找到其靈魂》和《我們已離開這世界》，由An'dan İçeri組合製作，配樂來自土耳其作曲家通賈伊·科爾克馬茲。

## 國際影響
在土庫曼斯坦阿什哈巴特，有一條街道以尤努斯·埃姆萊命名，並豎立了三座紀念碑（分別位於Parahat-1社區、靈感公園和馬赫圖姆庫裡公園）。

## 圖集

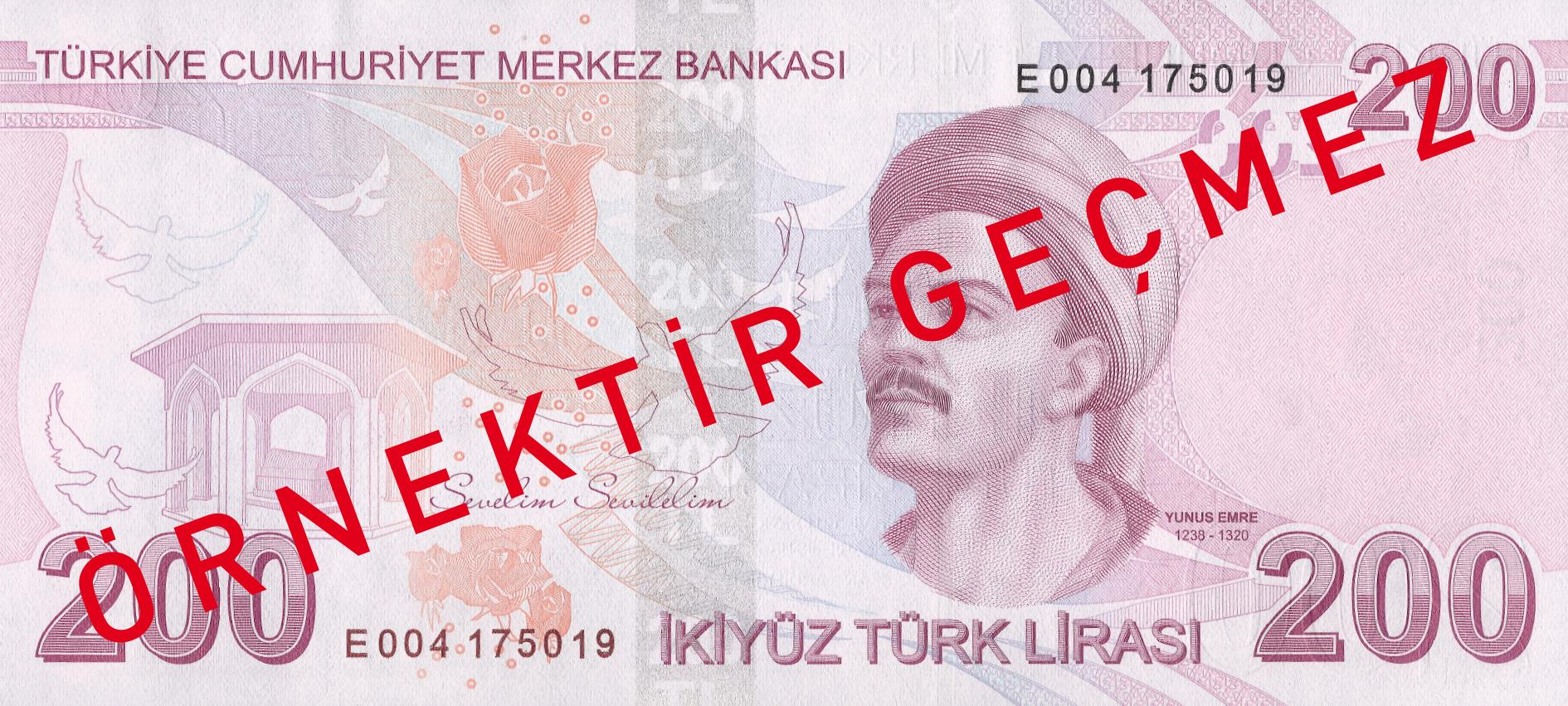
200土耳其里拉紙幣背面（2009年版）
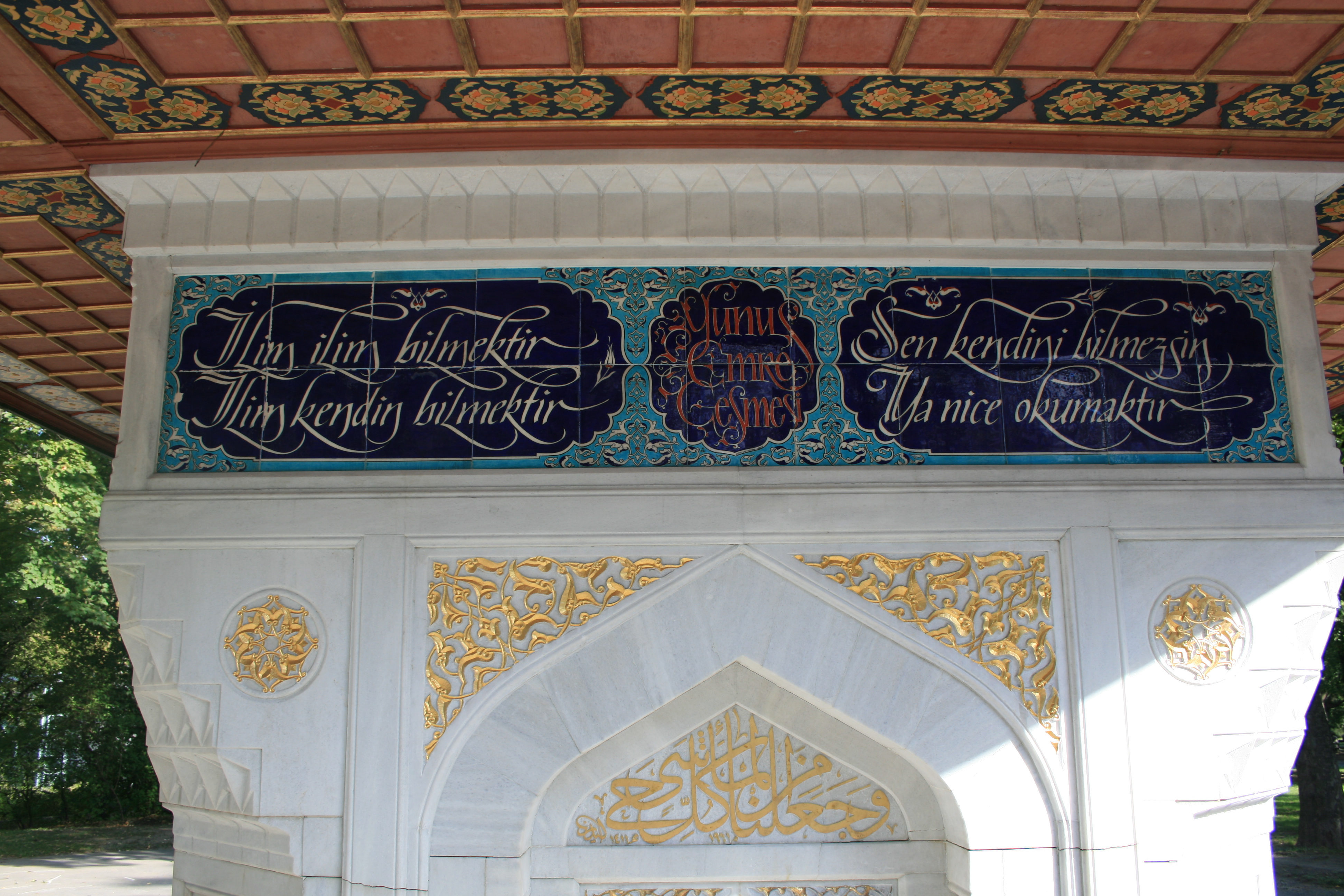
奧地利維也納土耳其人堡壘公園內的尤努斯·埃姆萊噴泉細節
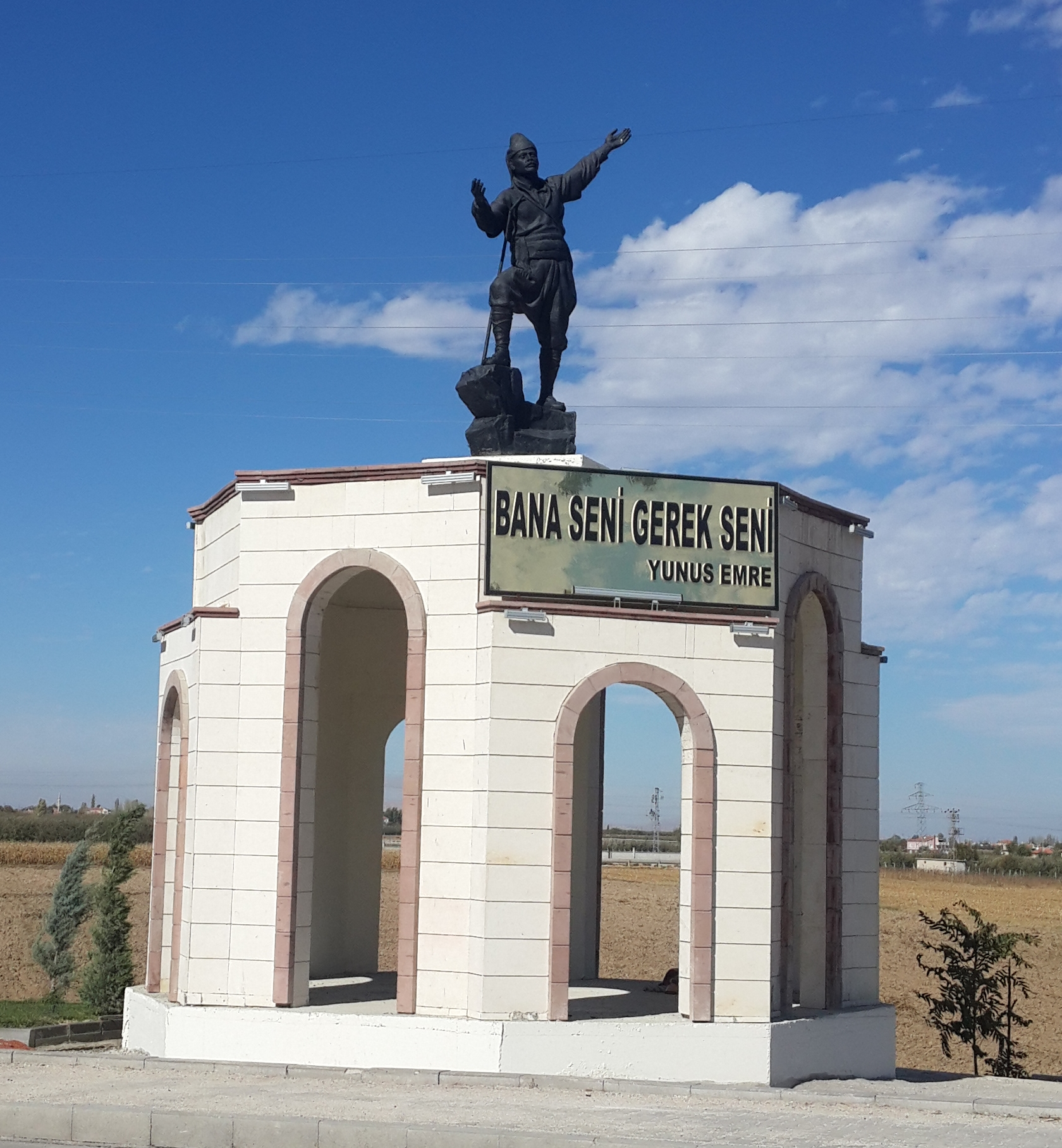
土耳其卡拉曼的尤努斯·埃姆萊紀念碑
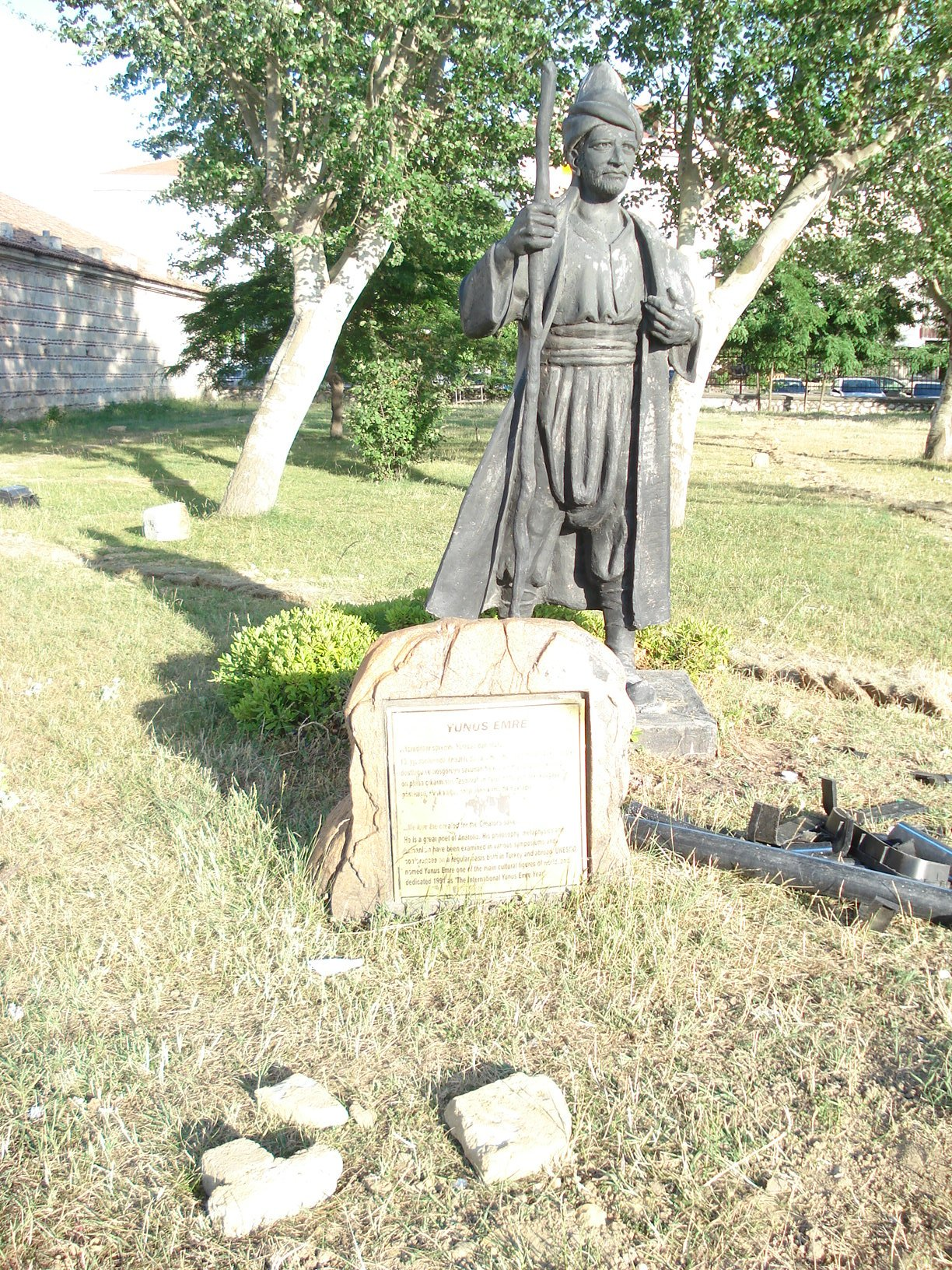
土耳其伊斯坦布爾布於克切克梅傑的尤努斯·埃姆萊雕像
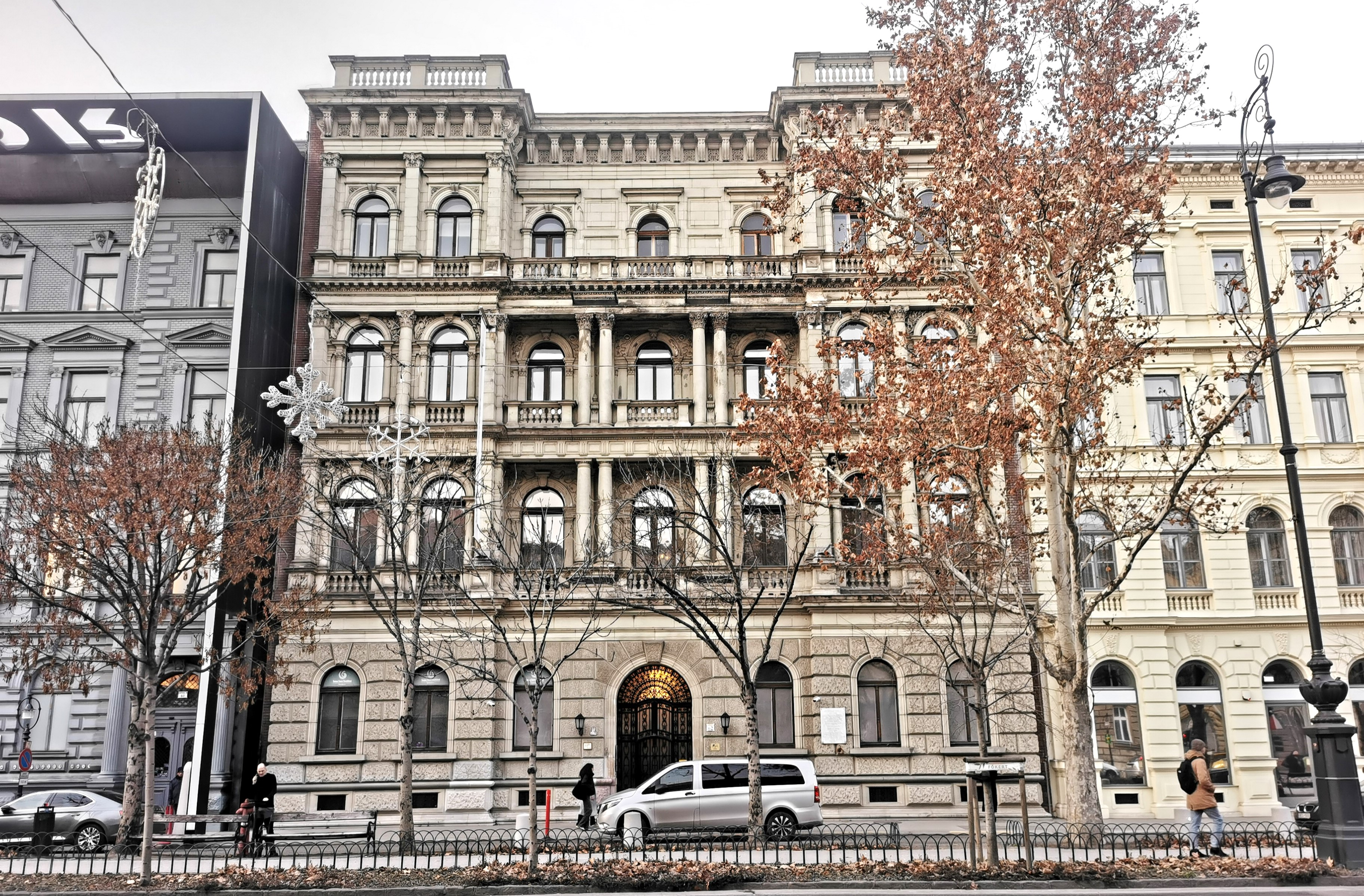
布達佩斯尤努斯·埃姆萊學院

## 來源
- Ambros, Edith G. . Bearman, P. J.; Bianquis, Th.; Bosworth, C. E.; van Donzel, E.; Heinrichs, W. P.  (编). . Leiden: E. J. Brill: 349–350. 2002. ISBN 978-90-04-12756-2.
- Güzel, Hasan Celâl; Oğuz, Cem; Karatay, Osman (编).  2. Yeni Türkiye. 2002.
- Template:TDV Encyclopedia of Islam

## 外部連結
- 土耳其電視劇（2015年起），（页面存档备份，存于） IMDb劇集列表：[https://www.imdb.com/title/tt4833638/episodes?season=1 第一季1-22集 （页面存档备份，存于）及第二季1-22,23集 （页面存档备份，存于）
- 尤努斯·埃姆萊的人文主義 （页面存档备份，存于）
- 尤努斯·埃姆萊與人文主義（簡版） （页面存档备份，存于）
- 尤努斯·埃姆萊的神秘主義詩歌 （页面存档备份，存于）

 來自尤努斯·埃姆萊的LibriVox公共領域有聲讀物